# Ministère de l'Information (Royaume-Uni)
Pour les articles homonymes, voir Ministère de l'Information.
Le ministère de l'Information (en anglais : Ministry of Information (MOI)), dirigé par le ministre de l'Information, était un ministère du gouvernement britannique créé pour une durée relativement brève à la fin de la Première Guerre mondiale et à nouveau durant la Seconde Guerre mondiale. Basé au Senate House à l'université de Londres pendant la Seconde Guerre mondiale, il était le ministère responsable de la publicité et de la propagande.

## Première Guerre mondiale
Durant la Grande Guerre, plusieurs organismes ont d'abord été chargés de la propagande. Le ministère de l'Information britannique a été créé en mars 1918 par le gouvernement de Lloyd George, constitué d'une alliance entre le Parti conservateur et une partie du parti libéral, qui subit alors une scission. Son premier occupant est Max Aitken, alias Lord Beaverbrook, du parti libéral, qui est un patron de presse important. L'objectif initial est d'encourager le moral des troupes pendant la Première Guerre mondiale sur le terrain de la propagande, en particulier à destinations des pays du Commonwealth dont on attend qu'ils participent massivement à l'effort de guerre. Le ministre de la Guerre lui est Horatio Herbert Kitchener, qui dès le début du conflit pousse au maximum à l'instauration d'une propagande officielle et refuse toute présence des médias sur les champs de bataille. L’interdiction des correspondants de guerre est vécue comme une trahison pour la presse britannique qui avait espéré accompagner les troupes en acceptant certes de ne pas révéler des secrets militaires
Après la Première Guerre mondiale, ce ministère s'occupe de diplomatie, en Inde, au Proche-Orient et en Allemagne, chassant sur les terres du Foreign Office.
Un autre patron de presse important, Lord Northcliffe, propriétaire de The Times participe à la même démarche en prenant la direction de l'Office de propagande à destination des pays ennemis. Un sous-ministère de l'Information existait déjà au sein du Foreign Office, créé en janvier 1917 au moment de l'entrée en guerre des États-Unis, et reprenant les attributions du Bureau de la propagande de guerre créé au début de la Première Guerre mondiale, une cellule de propagande le plus souvent surnommée « Wellington House. »
Le ministère de l'Information britannique suit de très l'Imperial News Service créé par l'agence de presse britannique Reuters en 1910 et qui est soumis pendant la Première Guerre mondiale à un travail de propagande à l'échelle mondiale, ce qui marque profondément l'Histoire de l'Agence Reuters et de son propriétaire d'alors, Sir Roderick Jones, et entraînera bien des problèmes pour Reuters après la Première Guerre mondiale. En 1939, le ministère de l'Information britannique a même tenté de racheter le capital de Reuters, mais s'est heurté à une vive opposition d'une partie des dirigeants de l'entreprise.

### Ministres de l'Information 1918-1919
- Lord Beaverbrook (10 février 1918 - 4 novembre 1918)
- Lord Downham (4 novembre 1918 - 10 janvier 1919)

## Seconde Guerre mondiale

Keep Calm and Carry On, une affiche, en temps de guerre, du ministère de l'Information en 1939 qui, bien qu'imprimée et distribuée, n'a jamais été affichée.

Les fonctions du ministère étaient de trois ordres : la censure des nouvelles et de la presse, la publicité à l'intérieur des frontières, et la publicité à l'étranger dans les pays alliés et neutres. La mise en place d'une telle organisation, en grande partie menée en secret, avait commencé en octobre 1935 sous les auspices du Comité pour la défense de l'Empire (Committee of Imperial Defence). Alors que le gouvernement reconnaissait publiquement le caractère inévitable de la guerre, la propagande était toujours marquée par l'expérience de la Première Guerre mondiale, plusieurs organismes différents étaient alors responsables de la propagande et de l'information. La mise en place du nouveau ministère de l'information a été largement menée par des bénévoles issus d'un large éventail de ministères, d'organismes publics et d'organisations spécialisées extérieures.
Dans les années 1930, les communications sont devenues une fonction reconnue du gouvernement. De nombreux ministères avaient cependant établi des divisions dédiées relations publiques, et étaient réticents à abandonner cette fonction à un contrôle central.
Au début 1939, on craignait que la prochaine guerre ne soit une « guerre des nerfs » impliquant la population civile, et que le gouvernement ait besoin d'aller plus loin que précédemment, et ce, par tous les moyens publicitaire, car on combattait une machine nazie bien en place et bien financée. Le ministère a été créé le 4 septembre 1939, le lendemain de la déclaration de guerre de la Grande-Bretagne.
Menacée par la censure, la presse a réagi négativement à la création du ministère de l'Information, le décrivant comme chaotique et désorganisé, si bien qu'il a connu de nombreux changements structurels pendant toute la guerre, avec quatre ministres à sa tête se succédant rapidement : Lord Hugh Macmillan, Sir John Reith et Duff Cooper, avant que le ministère ne passe sous la direction de Brendan Bracken en juillet 1941. Soutenu par le premier ministre Winston Churchill et la presse, Bracken est resté en fonction jusqu'à ce que la victoire soit évidente.
Le ministère était responsable de la politique de l'information et de la production de matériel de propagande dans les pays alliés et neutres, avec une organisation de la publicité à l'étranger organisée par secteurs géographiques. Les divisions dédiées à l'Amérique et à l'Empire ont perduré pendant toute la guerre, Les autres aires géographiques ont elles été couvertes par une succession de divisions différentes. Le ministère de l'Intérieur n'était pas, en règle générale, responsable de la propagande dans les pays ennemis ou occupés par l'ennemi, mais il avait un lien direct avec le Foreign Office.
Pour la publicité à l'intérieur du pays, le ministère traite des affaires des administrations publiques ou de l'information interministérielle, et a fourni un service commun pour les activités de relations publiques des autres ministères. La Home Publicity Division (HPD) a entrepris trois types de campagnes, celles sollicitées par d'autres ministères, celles des campagnes spécifiques régionales, et celles qu'elle a elle-même initiées. Avant d'entreprendre une campagne, le ministère de l'Intérieur vérifiait que la propagande n'était pas utilisée comme un substitut à d'autres activités, y compris la législation.
La General Production Division (GPD), une des divisions qui a perduré pendant toute la guerre, a entrepris des travaux techniques sous la direction d'Edwin Embleton. Le GPD a souvent produit des travaux très rapidement, une semaine ou une quinzaine de jours, alors que les durée normale commerciale était de trois mois. Les artistes ne faisait pas partie d'une profession réservée et étaient susceptibles d'être appelés pour le service militaire comme tout le monde. Beaucoup ont été rappelés du service actif pour travailler pour le ministère en 1942, une année où 4 millions de livres sterling ont été dépensés pour la publicité, soit environ un tiers de plus qu'en 1941. 120 000 £ de cette somme avaient été consacrés à des affiches, à l'art et à des expositions. Parmi les nombreux artistes de guerre officiellement employés, trois – Eric Kennington, Paul Nash et William Rothenstein – ont été artistes de guerre pendant les deux guerres mondiales. Beaucoup de travaux supplémentaires étaient faits à l'avance afin de faire face à des délais courts et à l'évolution de la guerre. Grâce à la Home intelligence (en) Division, le ministère de l'Intérieur collectait des informations relatives au moral général en temps de guerre et, dans certains cas, les réactions à la publicité produite.
Le ministère de l'Information a été dissous en mars 1946, transférant ses fonctions résiduelles à la Central Office of Information (COI), une organisation centrale fournissant des services communs d'information.

### Campagnes
Les thèmes des campagnes menées incluaient entre autres :
- Le front intérieur[7]
- La production - La récupération[8]
- L'unité des Alliés[9]
- Les forces de combat[10]
- Les personnalités[11]

Dylan Thomas, frustré d'être déclaré inapte à rejoindre les forces armées, contacta Sir Kenneth Clark, directeur de la division films du ministère de l'Information, et lui offrit ses services. Bien que n'étant pas directement employé par le ministère de l'Information, il écrit au moins cinq films en 1942 dont This Is Colour (à propos de la teinture); New Towns for Old; These Are the Men; Our Country (une tournée sentimentale de la Grande-Bretagne), et The Art of Conversation.(en) Andrew Lycett, « The reluctant propagandist », The Guardian,‎ 21 juin 2008 (lire en ligne, consulté le 24 décembre 2008).

### Ministres de l'Information 1939-1946
- Lord Macmillan (4 septembre 1939 - 5 janvier 1940)
- Sir John Reith (5 janvier 1940 - 12 mai 1940)
- Alfred Duff Cooper (12 mai 1940 - 20 juillet 1941)
- Brendan Bracken (20 juillet 1941 - 25 mai 1945)
- Geoffrey Lloyd (25 mai 1945 - 26 juillet 1945)
- Edward Williams (4 août 1945 - 31 mars 1946)